# Montelíbano Airport
Montelíbano Airport är en flygplats i Colombia.   Den ligger i departementet Córdoba, i den nordvästra delen av landet, 400 km norr om huvudstaden Bogotá. Montelíbano Airport ligger 46 meter över havet.
Terrängen runt Montelíbano Airport är mycket platt. Runt Montelíbano Airport är det ganska glesbefolkat, med 25 invånare per kvadratkilometer. Närmaste större samhälle är Montelíbano, 1,6 km nordost om Montelíbano Airport. Omgivningarna runt Montelíbano Airport är en mosaik av jordbruksmark och naturlig växtlighet.